# Андре, Эрик
Э́рик Сэ́мюэл А́ндре (англ. Eric Samuel Andre, род. 4 апреля 1983, Бока-Ратон, Флорида, США) — американский комик, актёр и телеведущий. Является автором, ведущим и сценаристом программы «Шоу Эрика Андре» на канале Adult Swim.

## Ранние годы
Андре родился в городе Бока-Ратон, штат Флорида, в семье гаитянина и еврейки. Его отец работал психиатром. Сам Андре считает себя чёрным и евреем. После окончания Школы искусств Дрейфуса в Уэст-Палм-Бич в 2001 году, Андре поступил в музыкальный колледж Беркли, где изучал игру на контрабасе. Он выпустился в 2005 году со степенью бакалавра искусств.

## Карьера
Андре дебютировал на большом экране с ролью в комедии «Изобретение лжи» (2009). Среди других его работ в кино также числятся такие фильмы, как «Кадры» (2013), «Поп-звезда: не переставай, не останавливайся» (2016) и «Очень плохие девчонки» (2017). Также, Андре озвучил гиену Азизи в фильме «Король Лев» (2019) и нескольких героев фэнтезийного мультсериала для взрослой аудитории «Разочарование» (2018—2021). Netflix официально продлил сериал на второй сезон, он был выпущен в 2020—2021 году. Кроме того, в 2021 году в мировой прокат вышла комедия «Бэд трип» с Эриком Андре в главной роли. Он выступил и одним из продюсеров картины. Фильм снимался «скрытой камерой», то есть реакции прохожих, попавших в кадр, на действия Эрика были абсолютно реальны.
На телевидении Андре отметился ролями в таких сериалах, как «Не верь с*** из квартиры 23», «Две девицы на мели» и «Мужчина ищет женщину».
Андре является создателем, ведущим и сценаристом пародийного ток-шоу «Шоу Эрика Андре» на телеканале Adult Swim. Шоу изобилует элементами абсурдного и чёрного юмора, а также включает в себя скетчи, розыгрыши, интервью со знаменитостями и музыкальные номера. Гостями шоу становились музыканты (Tyler, the Creator, Пит Венц, Девендра Банхарт, Киллер Майк, Уиз Халифа, T-Pain, Джордж Фишер, Деми Ловато, Chance the Rapper, Дэйв Коз и др.), актёры (Райан Филлипп, Кристен Риттер, Дольф Лундгрен, Джек Блэк, Сет Роген) и яркие представители многих других профессий. В ноябре 2019 года было подтверждено, что в 2020 году выйдет пятый сезон шоу.

## Личная жизнь
Андре самоидентифицируется как атеист, а также считает всех политиков «ужасными».
С 2016 года он встречался с актрисой Розарио Доусон. В ноябре 2017 года пара рассталась.

## Фильмография

### Кино
| Год  | Название на русском                          | Оригинальное название              | Роль                  | Примечания             |
| ---- | -------------------------------------------- | ---------------------------------- | --------------------- | ---------------------- |
| 2009 | Изобретение лжи                              | The Invention of Lying             | мужчина #4            |                        |
| 2010 | Тонкая кожа                                  | Thin Skin                          | пассажир              | Короткометражный фильм |
| 2012 | Должен ли был Ромео?                         | Should’ve Been Romeo               | Базз                  |                        |
| 2013 | Кадры                                        | The Internship                     | Сид                   |                        |
| 2015 |                                              | Flock of Dudes                     | Мук                   |                        |
| 2016 | Поп-звезда: не переставай, не останавливайся | Popstar: Never Stop Never Stopping | репортёр «CMZ»        |                        |
| 2017 | Очень плохие девчонки                        | Rough Night                        | Джейк                 |                        |
| 2019 | Король Лев                                   | The Lion King                      | Азизи (озвучка)       |                        |
| 2021 | Приколисты в дороге                          | Bad Trip                           | Крис                  |                        |
| 2021 | Митчеллы против машин                        | The Mitchells vs. the Machines     | Марк Боуман (озвучка) |                        |
| 2022 | Чудаки навсегда                              | Jackass Forever                    | играет самого себя    |                        |

### Телевидение
| Год          | Название на русском                  | Оригинальное название                              | Роль                       | Примечания                                                         |
| ------------ | ------------------------------------ | -------------------------------------------------- | -------------------------- | ------------------------------------------------------------------ |
| 2009         | Умерь свой энтузиазм                 | Curb Your Enthusiasm                               | Set P.A.                   | 2 эпизода                                                          |
| 2010         | Теория Большого взрыва               | The Big Bang Theory                                | Джоуи                      | Эпизод: «The 21-Second Excitation»                                 |
| 2011         | Зик и Лютер                          | Zeke and Luther                                    | Зорн                       | Эпизод: «Skate Troopers»                                           |
| 2011         | Красотки в Кливленде                 | Hot in Cleveland                                   | Джефф                      | Эпизод: «Elka’s Wedding»                                           |
| 2011         |                                      | Fact Checkers Unit                                 | мираж                      | Эпизод: «Excessive Gass»                                           |
| 2011         | Следующий уровень                    | Level Up                                           | Макс Росс                  | Телевизионный фильм                                                |
| 2012—2013    | Не верь с*** из квартиры 23          | Don’t Trust the B---- in Apartment 23              | Марк Рейнольдс             | 22 эпизода                                                         |
| 2012 — н. в. | Шоу Эрика Андре                      | The Eric Andre Show                                | он сам                     | Создатель, ведущий, сосценарист                                    |
| 2013—2014    | Две девицы на мели                   | 2 Broke Girls                                      | Дикон «Дик» Бромберг       | 8 эпизодов                                                         |
| 2014         | Братья Лукас                         | Lucas Bros. Moving Co.                             | разные персонажи (озвучка) | 2 эпизода                                                          |
| 2014         | Пиф-паф комедия                      | Comedy Bang! Bang!                                 | он сам                     | Эпизод: «Eric Andre Wears a Cat Collage Shirt & Sneakers»          |
| 2015         | Робоцып                              | Robot Chicken                                      | разные персонажи           | Эпизод: «Zero Vegetables»                                          |
| 2015—2017    | Мужчина ищет женщину                 | Man Seeking Woman                                  | Майк                       | 30 эпизодов                                                        |
| 2016         | Звери.                               | Animals.                                           | Алекс (озвучка)            | Эпизод: «Cats.»                                                    |
| 2016         | Американский папаша                  | American Dad!                                      | гонщик (озвучка)           | Эпизод: «Stan Smith Is Keanu Reeves as Stanny Utah in Point Break» |
| 2017         |                                      | Michael Bolton’s Big, Sexy Valentine’s Day Special | малыш-ведущий              |                                                                    |
| 2018         |                                      | Mostly 4 Millennials                               |                            | Исполнительный продюсер                                            |
| 2018—2023    | Разочарование                        | Disenchantment                                     | Люци (озвучка)             |                                                                    |
| 2022         | Кабинет редкостей Гильермо дель Торо | Guillermo del Toro’s Cabinet of Curiosities        | Рэндалл Рот                | Эпизод: «The Viewing»                                              |
| 2025         | Железное сердце                      | Ironheart                                          | Стюарт Кларк / Ярость      | Эпизод: «Take Me Home»                                             |

### Веб-телевидение
| Год  | Оригинальное название    | Роль        | Примечания                                                          |
| ---- | ------------------------ | ----------- | ------------------------------------------------------------------- |
| 2010 | Laugh Track Mash-Ups     | Леон        | Эпизод: «At Your Sir-vice»                                          |
| 2013 | Getting Doug With High   | он сам      | Эпизод #5                                                           |
| 2013 | The ArScheerio Paul Show | Флавор Флоу | Эпизод: «Vanilla Ice & Flavor Flav»                                 |
| 2016 | Hot Ones                 | он сам      | Эпизод: «Eric Andre Turns Into Tay Zonday While Eating Spicy Wings» |